# Myth And Mythopoeia
Myth And Mythopoeia est un album de compositions de John Zorn jouées par différents ensembles. Pandora's Box (2013) est une pièce pour quatuor à cordes et soprano ; Missa Sine Voces (2012) est un requiem instrumental pour piano, harpe, vibraphone, chimes et percussions ; Zeitgehöft (2013) est un duo pour violon et violoncelle sous-titré 27 anamneses for Paul Celan ; Babel (2013) est une pièce pour violoncelle solo amplifié sous-titrée the confusion of tongues (a fantasia on one note for amplified cello) ; Hexentarot (2013) est une pièce pour violon, violoncelle et piano sous-titrée twelve simple canons for the witches' sabbath.

## Titres
| No | Titre            | Durée |
| -- | ---------------- | ----- |
| 1. | Pandora's Box    | 13:48 |
| 2. | Missa Sine Voces | 13:25 |
| 3. | Zeitgehöft       | 9:16  |
| 4. | Babel            | 4:56  |
| 5. | Hexentarot       | 6:37  |

## Personnel

### Pandora's Box
- Quatuor Arditti
- Sarah Maria Sun - voix

### Missa Sine Voces
Ensemble Talea
- Steven Beck - piano
- Nuiko Wadden -  harpe
- Matthew Ward - vibraphone
- Matthew Gold - chimes
- Alex Lipowski - tambour basse, percussion
- James Baker - chef d'orchestre

### Zeitgehöft
- Chris Otto - violon
- Jay Campbell - violoncelle

### Babel
- Jeff Zeigler - violoncelle

### Hexentarot
- Chris Otto - violon
- Jay Campbell - violoncelle
- Stephen Gosling - piano